# دیو پاتن
دیو پاتن (به انگلیسی: Dave Patten) (زاده ۱۲ مارس ۱۹۸۸) موسیقی‌دان، بازیگر آمریکایی است.
از فیلم‌های معروف او می‌توان به بازی در اهداکننده اشاره کرد.